# István Gulyás
István Gulyás (2. travnja 1968.) je mađarski rukometni trener. Kao aktivni rukometaš, većinu igračke karijere proveo je u Veszprému dok je danas izbornik mađarske reprezentacije.

## Karijera
Gulyás je igračku karijeru započeo u Veszprému, jednom od najdominantnijih klubova tijekom te ere. S klubom je dominantno vladao domaćim prvenstvom (čak sedam osvojenih prvenstava u razdoblju od 1992. do 1999.) dok je 1992. osvojen EHF-ov Kup pobjednika kupova protiv njemačkog TSV Milbertshofena (uz još dva odigrana finala). Zbog odličnih igara, 1995. je proglašen mađarskim rukometašem godine.
Stigavši do vrha, igrač je karijeru nastavio u austrijskom Bärnbach-Köflachu dok je pred kraj karijere branio boje mađarskog niželigaša Rinyamentija. Za mađarsku reprezentaciju nastupao je tijekom karijere u Veszprému, međutim, s njome nije ostvario značajniji rezultat.
Prekidom igračke, István Gulyás započinje trenersku karijeru i to najprije jednu sezonu u UHK Kremsu nakon čega seli u Kuvajt. Ondje je stigao na poziv prijetelja i bivšeg rukometaša Sándora Kala te je četiri sezone vodio tamošnji Khaitan SC. Nakon toga slijedi povratak u domovinu gdje preuzima ženski rukometni klub Dunaújvárosi Kohász. Nakon jedne sezone preuzima Váci (također ženski rk) da bi nakon toga dvije sezone vodio Gyöngyösi. U listopadu 2018. trener Ljubomir Vranješ dobiva otkaz u Veszprému ali Gulyás ostaje klupskim pomoćnikom. Svoju momčad je kao trener vodio u jednoj utakmici Lige prvaka protiv Bresta na gostovanju a dovođenjem Davida Davisa postaje sportski direktor kluba.
10. srpnja 2019. imenovan je izbornikom mađarske reprezentacije.

## Vanjske poveznice
- Gulyás István a kézilabda-válogatott új szövetségi kapitánya